# Dominik Peter
Pour les articles homonymes, voir Peter.
Dominik Peter, né le 30 mai 2001 à Zürich, est un sauteur à ski suisse.

## Biographie
Membre du club SC am Bachtel Wald, Dominik Peter participe à sa première compétition pour les jeunes de la FIS en 2014. En 2017, après notamment une quatrième place en Coupe OPA, il prend part à son premier championnat du monde junior dans l'Utah.
Lors de la saison 2018-2019, il fait ses débuts dans la Coupe continentale, où il obtient plusieurs résultats dans le top quinze et décroche sa première victoire mondiale à Oberhof en Coupe OPA. Il est sélectionné pour la Coupe du monde pour la première fois à Val di Fiemme et compte une 33e place comme meilleur résultat cet hiver, à Planica.
En novembre 2019, il marque ses premiers points dans la Coupe du monde en se classant 26e à Ruka, puis saute plus tard pour la première fois sur la Tournée des quatre tremplins.
Lors de la saison 2020-2021, Peter s'immisce dans le top vingt à Nijni Taguil, puis remporte la médaille de bronze du concours individuel aux Championnats du monde junior de Lahti. Peu après, il reçoit sa première sélection pour des championnats du monde à Oberstdorf.

## Palmarès

### Jeux olympiques
| Épreuve / Édition | Pékin 2022 |
| Petit tremplin    | 35e        |
| Grand tremplin    | 36e        |
| Par équipes       | 8e         |

### Championnats du monde
| Épreuve / Édition  | Oberstdorf 2021 |
| Petit tremplin     | 31e             |
| Grand tremplin     | 33e             |
| Par équipes mixtes | -               |
| Par équipes        | 7e              |

### Coupe du monde
- Meilleur classement général : 54e en 2021.
- Meilleur résultat individuel : 16e.

#### Classements en Coupe du monde
| Année     | Classement général final |
| 2019-2020 | 58e                      |
| 2020-2021 | 54e                      |
| 2021-2022 | 57e                      |
| 2022-2023 | 45e                      |

### Championnats du monde junior
- Médaille de bronze en individuel en 2021.